# 432 до н. е.

## Події
- у Римі консулярні трибуни Луцій Пінарій Мамерцін, Спурій Постумій Альб Регіллен та Луцій Фурій Медуллін
- 87 олімпіада, рік другий
- початок облоги Потідеї афінянами, до Афіно-Коринфського конфлікту залучається все більша кількість царств, полісів та різних союзів; утворення Халкідського
Союзу з центром в Олінфі;
- народні збори у Спарті звернулись до Афін з ультиматумом щодо припинення військового протистояння з Коринфом та Потідеєй